# 방극윤
방극윤(房極允, 1939년 1월 1일~)은 대한민국의 고관대작이다. 근로복지공단 이사장, 서울지방노동청장을 지냈으며, 한국사회보험연구소와 한국노무법인을 설립했다. 하이브 설립자 방시혁의 아버지다.

## 학력
- 전주고등학교 졸업
- 고려대학교 경제학 학사
- 서울대학교 행정대학원 행정학 석사

## 경력
- 제6회 행정고시 합격
- 국립노동과학연구소 기술지도과장
- 노동청 노동통계담당관
- 노동부 노동연수원장
- 노동부 직업안정국장
- 노동부 해외지도과장
- 노동부 노동보험국장
- 노동부 감사관
- 노동연수원장
- 서울지방노동청 청장
- 광주지방노동청 청장
- 제2대 근로복지공단 이사장

## 서훈 내역
- 황조근정훈장

## 여담
- 2019년 모교인 고려대학교에 10억원을 기부하였다.